# Elaphe bimaculata
Elaphe bimaculata е вид змия от семейство Смокообразни (Colubridae). Видът не е застрашен от изчезване.

## Разпространение и местообитание
Разпространен е в Китай (Анхуей, Вътрешна Монголия, Гансу, Джъдзян, Дзянси, Дзянсу, Съчуан, Хубей, Хунан, Хъбей, Хънан, Чунцин, Шандун, Шанси, Шанхай и Шънси).
Обитава градски и гористи местности, планини, възвишения, хълмове, поляни, ливади, храсталаци, крайбрежия и плажове в райони с умерен климат.